# Mocskos meló (regény)
A Mocskos meló (A Dirty Job) Christopher Moore amerikai író regénye. Először 2006-ban adta ki a William Morrow, a magyar kiadásra 2007-ben került sor.

## Történet
|  | Alább a cselekmény részletei következnek! |

Charlie Asher egy normális fickó, aki kifejezetten jól érzi magát a saját kis normális életében. Kicsit neurotikus, kicsit túlaggódja a dolgokat, de azt is a normalitás határain belül teszi. Inkább bétahímnek lehetne nevezni őt, mint alfának, de Charlie már hozzászokott ehhez az állapothoz. Felesége okos, csinos, bájos nő, aki pontosan azért szereti őt, mert annyira normális. Gyermekük születik, és úgy tűnik, a dolgok nem is alakulhatnának jobban Charlie számára. De aztán az emberek úgy kezdenek hullani Charlie körül, mint a legyek. Sötét árnyak suttognak neki a csatornákból, ismeretlen nevek jelennek meg a noteszében, bizonyos tárgyak vörösen izzanak a közelében. Igen, minden jel arra mutat, hogy valamiféle titokzatos erők új munkakörre jelölték ki Charlie Ashert. Mostantól ő lesz a Halál. Másoknak ez a vég. De neki csak a kezdet.
|  | Itt a vége a cselekmény részletezésének! |

## Magyarul
- Mocskos meló; ford. Pék Zoltán; Agave Könyvek, Bp., 2006

## Hazai fogadtatás
A Biff evangéliuma és A leghülyébb angyal spinoffja után Moore más vizekre evezett ezzel a könyvvel, de a hazai közönség úgy tűnik, hogy mindenben vele tartott, és hamar megszerették a Mocskos melót.